# Diacantha caudata
Diacantha caudata es una especie de insecto coleóptero de la familia Chrysomelidae.
Fue descrita científicamente en 1903 por Julius Weise.